# Technologiste médical
Au Québec, un technologiste médical est un titre réservé, appliqué à certains techniciens de laboratoire.

## Définition
Les technologistes médicaux sont des personnes ayant obtenu un diplôme d'études collégiales (DÉC) en Technique d'analyses biomédicales, anciennement appelé « DÉC Technologie de laboratoire médical », ou l'équivalent (personnes formées hors Canada) et adhérant à l'Ordre professionnel des technologistes médicaux du Québec.
Il s'agit d'un titre professionnel réservé aux seuls membres de l'Ordre.
Ils œuvrent dans les laboratoires des hôpitaux, des cliniques privées, des centres de prélèvements, des centres de recherche, dans l'industrie pharmaceutique et les institutions d'enseignement secondaire, collégial et universitaire.

## Fonction
Le rôle principal des technologistes médicaux est de s'assurer de la qualité des résultats d'analyses donnés aux médecins.  Ces résultats serviront à guider le diagnostic et/ou le traitement des patients.  Ce contrôle sur la qualité des résultats peut se faire de nombreuses façons. Il est possible qu'une erreur survienne lors du prélèvement sanguin, la phlébotomie, lors du traitement de l'échantillon avant qu'il ne soit analysé, pendant le processus analytique ou encore lors de la transmission des résultats au demandeur.  Il importe donc que les personnes effectuant ces tâches soient conscientes de toutes ces étapes afin de donner un résultat exact et précis qui puisse aider le professionnel prescripteur et non nuire au patient en fournissant de faux résultats.  Les technologistes médicaux travaillent en étroite collaboration avec les infirmières, infirmières auxiliaires, médecins et pharmaciens.

## Formations analogues à l'étranger

### En France
Plusieurs formations, dont celles menant au diplôme d’État de technicien en analyses biomédicales (DETAB) et au diplôme d’État de technicien de laboratoire médical (DETLM), permettent d'exercer cette fonction. 
Un arrangement de reconnaissance mutuelle (ARM) existe d'ailleurs entre la France et le Québec pour simplifier la mobilité de la main-d’œuvre.